# Ram 1200
Ram 1200 – samochód osobowy typu pickup klasy średniej produkowany pod amerykańską marką Ram w latach 2016–2019 oraz ponownie od 2024 roku jako druga generacja.

## Pierwsza generacja
Ram 1200 I został zaprezentowany po raz pierwszy w 2016 roku.
Dwa lata po premierze piątej genereacji Mitsubishi L200, ówczesny koncern FCA na podstawie współpracy z japońską firmą zapożyczył dla swojej oferty bliźniaczy model pod dwiema różnymi markami w zależności od rynku zbytu. Tuż po Fiacie zadebiutował Ram 1200, który w stosunku do niego odróżnił się jedynie innymi logotypami na atrapie chłodnicy, tylnej klapie oraz kole kierownicy.
Ram 1200 pierwszej generacji trafił do sprzedaży z okrojoną gamą jednostek napędowych w stosunku do odpowiednika Mitsubishi, z dwoma czterocylindrowymi silnikami o pojemności 2,4 litra. Benzynowa zyskała 130 KM mocy, a wysokoprężna - 126 KM.

### Sprzedaż
W czasie gdy Fiat Fullback był oferowany równolegle z Mitsubishi L200 na rynku europejskim, tak Ram 1200 powstał głównie z myślą o regionie Bliskiego Wschodu. Ponadto, dopiero dwa lata później zasięg rynkowy poszerzono o wybrane rynki Ameryki Południowej na czele z Chile, choć produkcję zakończono już rok później - w 2019 roku.

### Silniki
Benzynowe:
- R4 2.4l 130 KM

Wysokoprężne:
- R4 2.4l 126 KM

## Druga generacja
Ram 1200 II został zaprezentowany po raz pierwszy w 2024 roku.
Po 5 latach przerwy Ram 1200 powrócił na rynek jako pochodna innego, obecnego już na rynku pickupa. Tym razem samochód powstał jako odpowiednik Fiata Titano, bliźniaczej wersji chińskiego pickupa Changan Hunter oraz opartego na nim Peugeota Landtreka. Samochód przeszedł kosmetyczne zmiany w wyglądzie ograniczające się głównie do innego wypełnienia osłony chłodnicy.
Do napędu drugiej generacji Rama 1200 wykorzystano tym razem tylko jeden, benzynowy silnik z turbodoładowaniem o pojemności 2,5 litra. Rozwinął on 207 KM mocy i 236 Nm maksymalnego momentu obrotowego, łącząc się z 6-biegową manualną lub automatyczną przekładnią.

### Sprzedaż
Druga generacja Rama 1200 powstała głównie z myślą o rynku meksykańskim, debiutując tam w pierwszej kolejności w połowie 2024 roku. Producent ponownie przewidział także poszerzenie zasięgu rynkowego o kolejne rynki Ameryki Łacińskiej na czele z Chile czy Peru.

### Silnik
- R4 2.5l Turbo 207 KM